# Чемпионат Европы по санному спорту 2010
42-й чемпионат Европы по санному спорту прошёл в Сигулде (Латвия) с 19 по 24 января 2010 года.

## Общий медальный зачёт
| Место | Страна   | Золото | Серебро | Бронза | Всего |
| ----- | -------- | ------ | ------- | ------ | ----- |
| 1     | Россия   | 2      | 0       | 0      | 2     |
| 2     | Австрия  | 1      | 2       | 3      | 6     |
| 3     | Латвия   | 1      | 0       | 0      | 1     |
| 4     | Германия | 0      | 2       | 1      | 3     |

## Результаты

### Женщины. Одноместные сани
Соревнования проходили 23 января 2010 года в 09:30 EET (первая попытка) и в 11:15 EET (вторая попытка). 18-летняя россиянка Татьяна Иванова стала первой с 1994 года саночницей не из Германии, победившей на чемпионате Европы.
| Медаль  | Спортсмен             | Результат |
| ------- | --------------------- | --------- |
| Золото  | Татьяна Иванова (RUS) | 1:25.517  |
| Серебро | Коринна Мартини (GER) | 1:25.842  |
| Бронза  | Нина Райтмайер (AUT)  | 1:26.007  |

### Мужчины. Одноместные сани
Альберт Демченко во второй раз в карьере стал чемпионом Европы, установив в первой попытке рекорд трассы. Один из сильнейших саночников мира итальянец Армин Цоггелер не принимал участие в чемпионате, продолжая подготовку к Олимпиаде-2010 в Ванкувере.
| Медаль  | Спортсмен              | Результат |
| ------- | ---------------------- | --------- |
| Золото  | Альберт Демченко (RUS) | 1:36.748  |
| Серебро | Вольфганг Киндль (AUT) | 1:36.974  |
| Бронза  | Даниэль Пфистер (AUT)  | 1:37.062  |